# Ammannia pauciramosa
Ammannia pauciramosa är en fackelblomsväxtart som beskrevs av S.A.Graham och Gandhi. Ammannia pauciramosa ingår i släktet Ammannia och familjen fackelblomsväxter. Utöver nominatformen finns också underarten A. p. verna.